# Паола Реј
Паола Андреа Реј (шп. Paola Andrea Rey) колумбијска је глумица.

## Филмографија
| Година:   | Српски назив:    | Оригинални назив: | Улога:                       | Жанр:      |
| --------- | ---------------- | ----------------- | ---------------------------- | ---------- |
| 2012.     | /                |                   | Маријела Сијачоке            | теленовела |
| 2009—2010 | /                |                   | Чабела                       | теленовела |
| 2008.     | Тиемпо финал     | (кол. верзија)    | /                            | ТВ серија  |
| 2007.     | /                | (кол. верзија)    | Лаура                        | теленовела |
| 2007.     | /                |                   | Камила                       | ТВ серија  |
| 2006.     | Љубав на продају |                   | Лусија                       | теленовела |
| 2004—2005 | Жена у огледалу  |                   | Маритза / Хулијана / Барбара | теленовела |
| 2003—2004 | Скривене страсти |                   | Химена Елизондо              | теленовела |
| 2002.     | /                |                   | Жована Кристанчо             | филм       |
| 2002.     | /                |                   | /                            | филм       |
| 2000.     | /                |                   | Фабијана                     | теленовела |
| 1999.     | /                |                   | Хазмин                       | теленовела |
| 1998.     | /                |                   | Грасијела                    | теленовела |